# Segunda División A 2018/19
Het seizoen 2018/19 van de Segunda Divisíon A (ook wel bekend onder de naam La Liga 2 voor de commercie en/of La Liga SmartBank vanwege sponsorcontracten) was het achtentachtigste seizoen van de Segunda División A. Het seizoen in deze op een na hoogste divisie in Spanje begon op 17 augustus 2018. De 42ste en laatste speelronde vond plaats op zondag 6 juni 2019.
Osasuna eindigde als de kampioen en maakte daardoor sinds het seizoen 2016-17 zijn rentree in de Primera División. De club wist het kampioenschap op de 39e speeldag binnen te slepen door uit met 0-0 gelijk te spelen tegen Cádiz. Granada wist de tweede plaats te behalen en promoveerde hierdoor ook sinds 2016/17 naar de Primera División 2019/20.
Achter Osasuna en Granada speelden Deportivo La Coruña tegen Málaga en Real Mallorca tegen Albacete in de play-offs voor de derde en laatste promotie plek naar de Primera División. Deportivo La Coruña wist te winnen van Málaga en Real Mallorca won van Albacete. In de finale was Real Mallorca over twee wedstrijden met 0-2 en 3-0 te sterk voor Deportivo La Coruña.

## Teams
Er deden 22 teams mee aan de Segunda División A, daarin 15 teams van het seizoen 2017–18, drie degradeerden uit de Primera División 2017/18 en 4 promoveerden uit de Segunda División B. Er promoveerden dit seizoen 4 clubs uit de Segunda División B omdat Lorca FC door financiële problemen terug werd gezet naar de Tercera División.
Dit seizoen was het eerste zonder de reserve elftallen van de clubs uit de Primera División sinds 2017/18.

### Team veranderingen
De volgende clubs zijn veranderd van divisie na het seizoen 2017/18.

#### Naar Segunda División A
Promotie uit Segunda División B
- Real Mallorca
- Rayo Majadahonda
- Elche
- Extremadura

Degradatie uit Primera División
- Deportivo La Coruña
- Las Palmas
- Málaga

#### Uit Segunda División A
Degradatie naar Segunda División B
- Cultural Leonesa
- Barcelona B
- Sevilla Atlético

Promotie naar Primera División
- Huesca
- Rayo Vallecano
- Real Valladolid

Degradatie naar Tercera División
- Lorca

## Overzicht teams

### Stadions en locaties
| Team                | Locatie                | Stadion                   | Capaciteit |
| ------------------- | ---------------------- | ------------------------- | ---------- |
| Albacete            | Albacete               | Carlos Belmonte           | 17.524     |
| Alcorcón            | Alcorcón               | Santo Domingo             | 5.100      |
| Almería             | Almería                | Juegos Mediterráneos      | 15.000     |
| Cádiz               | Cádiz                  | Ramón de Carranza         | 25.033     |
| Córdoba             | Córdoba                | Nuevo Arcángel            | 20.989     |
| Deportivo La Coruña | A Coruña               | Riazor                    | 32.660     |
| Elche               | Elche                  | Manuel Martínez Valero    | 33.732     |
| Extremadura         | Almendralejo           | Francisco de la Hera      | 11.580     |
| Gimnàstic           | Tarragona              | Nou Estadi                | 14.591     |
| Granada             | Granada                | Nuevo Los Cármenes        | 19.336     |
| Las Palmas          | Las Palmas             | Gran Canaria              | 32.400     |
| Lugo                | Lugo                   | Anxo Carro                | 7.840      |
| Málaga              | Málaga                 | La Rosaleda               | 30.044     |
| Real Mallorca       | Palma                  | Son Moix                  | 23.142     |
| Numancia            | Soria                  | Los Pajaritos             | 8.727      |
| Osasuna             | Pamplona               | El Sadar                  | 18.761     |
| Oviedo              | Oviedo                 | Carlos Tartiere           | 30.500     |
| Rayo Majadahonda    | Majadahonda            | Cerro del Espino          | 3.376      |
| Reus                | Reus                   | Municipal                 | 4.300      |
| Sporting Gijón      | Gijón                  | El Molinón                | 29.029     |
| Tenerife            | Santa Cruz de Tenerife | Heliodoro Rodríguez López | 22.824     |
| Zaragoza            | Zaragoza               | La Romareda               | 34.596     |

1. ↑  Rayo Majadahonda speelde in Wanda Metropolitano, in Madrid, tijdens de eerste verbouwing van hun stadion.

### Personeel en sponsoring
| Team                | Manager             | Aanvoerder       | Kleding merk | Shirt sponsor            |
| ------------------- | ------------------- | ---------------- | ------------ | ------------------------ |
| Albacete            | Luis Miguel Ramis   | Álvaro Arroyo    | Hummel       | Seguros Solíss           |
| Alcorcón            | Cristóbal Parralo   | Daniel Toribio   | Kelme        | ADA Academy              |
| Almería             | Fran Fernández      | Ángel Trujillo   | Nike         | Urcisol                  |
| Cádiz               | Álvaro Cervera      | Servando         | Adidas       | Torrot                   |
| Córdoba             | Rafa Navarro        | Alejandro Alfaro | Kappa        | Electrocosto.com         |
| Deportivo La Coruña | José Luis Martí     | Álex Bergantiños | Macron       | Estrella Galicia         |
| Elche               | Pacheta             | Nino             | Kelme        | TM Inmobiliaria          |
| Extremadura         | Manuel Mosquera     | Willy Ledesma    | Kappa        | Destilerías Espronceda   |
| Gimnàstic           | Enrique Martín      | Javi Márquez     | Hummel       | Sorigué                  |
| Granada             | Diego Martínez      | Alberto Martín   | Erreà        | -                        |
| Las Palmas          | Pepe Mel            | David García     | Acerbis      | Gran Canaria             |
| Lugo                | Eloy Jiménez        | Carlos Pita      | Hummel       | Estrella Galicia         |
| Málaga              | Víctor Sánchez      | Federico Ricca   | Nike         | Tesesa                   |
| Mallorca            | Vicente Moreno      | Xisco Campos     | Umbro        | Betpoint                 |
| Numancia            | Aritz López Garai   | Adrián Ripa      | Erreà        | -                        |
| Osasuna             | Jagoba Arrasate     | Oier Sanjurjo    | Hummel       | Kirolbet                 |
| Oviedo              | Sergio Egea         | Saúl Berjón      | Adidas       | -                        |
| Rayo Majadahonda    | Antonio Iriondo     | Basilio Sancho   | Hummel       | Emirates Khalifa Capital |
| Reus                | N/A                 | N/A              | Kelme        |                          |
| Sporting Gijón      | José Alberto        | Roberto Canella  | Nike         | Pastón.es                |
| Tenerife            | Luis César Sampedro | Suso             | Hummel       | -                        |
| Zaragoza            | Víctor Fernández    | Alberto Zapater  | Adidas       | Caravan Fragancias       |

## Trainerwissels
| Team                | Vertrekkend manager   | reden van vertek      | Datum vertrek     | Plaats in de stand | Nieuwe manager      | Aanstellingsdatum |
| ------------------- | --------------------- | --------------------- | ----------------- | ------------------ | ------------------- | ----------------- |
| Deportivo La Coruña | Clarence Seedorf      | Ontslag genomen       | 22 mei 2018       | Voor seizoen       | Natxo González      | 15 juni 2018      |
| Alcorcón            | Julio Velázquez       | Ontslag genomen       | 4 juni 2018       | Voor seizoen       | Cristóbal Parralo   | 19 juni 2018      |
| Lugo                | Francisco             | Wederzijds goedvinden | 5 juni 2018       | Voor seizoen       | Javi López          | 17 juni 2018      |
| Osasuna             | Diego Martínez        | Ontslagen             | 6 juni 2018       | Voor seizoen       | Jagoba Arrasate     | 20 juni 2018      |
| Córdoba             | José Ramón Sandoval   | Eind contract         | 12 juni 2018      | Voor seizoen       | Francisco           | 28 juni 2018      |
| Real Zaragoza       | Natxo González        | Ontslag genomen       | 11 juni 2018      | Voor seizoen       | Imanol Idiakez      | 18 juni 2018      |
| Numancia            | Jagoba Arrasate       | Ontslag genomen       | 18 juni 2018      | Voor seizoen       | Aritz López Garai   | 24 juni 2018      |
| Reus                | Aritz López Garai     | Wederzijds goedvinden | 23 juni 2018      | Voor seizoen       | Xavi Bartolo        | 23 juni 2018      |
| Albacete            | Enrique Martín        | Einde contract        | 4 juni 2018       | Voor seizoen       | Luis Miguel Ramis   | 24 juni 2018      |
| Málaga              | José González         | Einde contract        | 20 juni 2018      | Voor seizoen       | Juan Muñiz          | 20 juni 2018      |
| Las Palmas          | Paco Jémez            | Einde contract        | 25 mei 2018       | Voor seizoen       | Manolo Jiménez      | 26 mei 2018       |
| Granada             | Miguel Ángel Portugal | Einde contract        | 4 juni 2018       | Voor seizoen       | Diego Martínez      | 14 juni 2018      |
| Córdoba             | Francisco             | Ontslag genomen       | 2 augustus 2018   | Voor seizoen       | José Ramón Sandoval | 3 augustus 2018   |
| Tenerife            | Joseba Etxeberria     | Ontslagen             | 17 september 2018 | 19e                | José Luis Oltra     | 17 September 2018 |
| Zaragoza            | Imanol Idiakez        | Ontslagen             | 21 oktober 2018   | 16e                | Lucas Alcaraz       | 22 oktober 2018   |
| Gimnàstic           | José Antonio Gordillo | Ontslagen             | 22 oktober 2018   | 22e                | Enrique Martín      | 23 October 2018   |
| Lugo                | Javi López            | Ontslagen             | 27 oktober 2018   | 15e                | Alberto Monteagudo  | 28 oktober 2018   |
| Extremadura         | Juan Sabas            | Ontslagen             | 10 november 2018  | 21e                | Rodri               | 13 november 2018  |
| Las Palmas          | Manolo Jiménez        | Ontslagen             | 16 november 2018  | 5e                 | Paco Herrera        | 16 november 2018  |
| Sporting Gijón      | Rubén Baraja          | Ontslagen             | 18 november 2018  | 14e                | José Alberto        | 18 november 2018  |
| Córdoba             | José Ramón Sandoval   | Ontslagen             | 18 november 2018  | 21e                | Curro Torres        | 19 november 2018  |
| Real Zaragoza       | Lucas Alcaraz         | Ontslagen             | 17 december 2018  | 20e                | Víctor Fernández    | 17 december 2018  |
| Reus                | Xavi Bartolo          | Ontslag genomen       | 5 februari 2019   | 22e                | N/A                 | N/A               |
| Extremadura         | Rodri                 | Ontslagen             | 16 februari 2019  | 19e                | Manuel Mosquera     | 27 februari 2019  |
| Córdoba             | Curro Torres          | Ontslagen             | 25 februari 2019  | 21e                | Rafa Navarro        | 25 februari 2019  |
| Las Palmas          | Paco Herrera          | Ontslagen             | 4 maart 2019      | 11e                | Pepe Mel            | 4 maart 2019      |
| Deportivo La Coruña | Natxo González        | Ontslagen             | 7 april 2019      | 5e                 | José Luis Martí     | 8 April 2019      |
| Málaga              | Juan Muñiz            | Ontslagen             | 14 april 2019     | 5e                 | Víctor Sánchez      | 15 april 2019     |
| Lugo                | Alberto Monteagudo    | Ontslagen             | 20 april 2019     | 19e                | Eloy Jiménez        | 21 april 2019     |
| Oviedo              | Juan Antonio Anquela  | Ontslagen             | 22 april 2019     | 9e                 | Sergio Egea         | 22 april 2019     |
| Tenerife            | José Luis Oltra       | Ontslagen             | 12 mei 2019       | 17e                | Luis César Sampedro | 13 mei 2019       |

## Eindstand
| Pos | Team                 | Wed | W  | G  | V  | Ptn | DV | DT | +/− | Promotie, kwalificatie of degradatie    |
| --- | -------------------- | --- | -- | -- | -- | --- | -- | -- | --- | --------------------------------------- |
| 1   | Osasuna              | 42  | 26 | 9  | 7  | 87  | 59 | 35 | +24 | Promotie naar Primera División          |
| 2   | Granada              | 42  | 22 | 13 | 7  | 79  | 52 | 28 | +24 | Promotie naar Primera División          |
| 3   | Málaga               | 42  | 21 | 11 | 10 | 74  | 51 | 31 | +20 | Kwalificatie voor play-offs             |
| 4   | Albacete             | 42  | 19 | 14 | 9  | 71  | 54 | 38 | +16 | Kwalificatie voor play-offs             |
| 5   | Real Mallorca        | 42  | 19 | 12 | 11 | 69  | 53 | 37 | +16 | Kwalificatie voor play-offs             |
| 6   | Deportivo La Coruña  | 42  | 17 | 17 | 8  | 68  | 49 | 31 | +18 | Kwalificatie voor play-offs             |
| 7   | Cádiz                | 42  | 16 | 16 | 10 | 64  | 53 | 36 | +17 |                                         |
| 8   | Real Oviedo          | 42  | 17 | 12 | 13 | 63  | 48 | 48 | 0   |                                         |
| 9   | Sporting Gijón       | 42  | 16 | 13 | 13 | 61  | 43 | 38 | +5  |                                         |
| 10  | Almeria              | 42  | 15 | 15 | 12 | 60  | 51 | 39 | +12 |                                         |
| 11  | Elche                | 42  | 13 | 16 | 13 | 55  | 49 | 52 | −3  |                                         |
| 12  | Las Palmas           | 42  | 12 | 18 | 12 | 54  | 48 | 50 | −2  |                                         |
| 13  | Extremadura          | 42  | 14 | 11 | 17 | 53  | 43 | 47 | −4  |                                         |
| 14  | Alcorcón             | 42  | 14 | 10 | 18 | 52  | 35 | 41 | −6  |                                         |
| 15  | Real Zaragoza        | 42  | 13 | 12 | 17 | 51  | 49 | 51 | −2  |                                         |
| 16  | Tenerife             | 42  | 11 | 17 | 14 | 50  | 40 | 50 | −10 |                                         |
| 17  | Numancia             | 42  | 11 | 16 | 15 | 49  | 42 | 50 | −8  |                                         |
| 18  | Lugo                 | 42  | 10 | 17 | 15 | 47  | 43 | 51 | −8  |                                         |
| 19  | Rayo Majadahonda (R) | 42  | 12 | 9  | 21 | 45  | 46 | 61 | −15 | Degradatie naar Segunda División B      |
| 20  | Gimnàstic (R)        | 42  | 9  | 9  | 24 | 36  | 30 | 63 | −33 | Degradatie naar Segunda División B      |
| 21  | Córdoba (R)          | 42  | 7  | 13 | 22 | 34  | 47 | 78 | −31 | Degradatie naar Segunda División B      |
| 22  | Reus (D)             | 42  | 5  | 6  | 31 | 21  | 16 | 48 | −32 | Gediskwalificeerd om financiële redenen |

### Play-offs
|  | halve finale        | halve finale | halve finale | halve finale |  |                     | finale | finale | finale | finale |
|  |                     |              |              |              |  |                     |        |        |        |        |
|  |                     |              |              |              |  |                     |        |        |        |        |
|  | Deportivo La Coruña | 4            | 1            | 5            |  |                     |        |        |        |        |
|  | Malaga              | 2            | 0            | 2            |  |                     |        |        |        |        |
|  |                     |              |              |              |  | Deportivo La Coruña | 2      | 0      | 2      |        |
|  |                     |              |              |              |  | Real Mallorca       | 0      | 3      | 3      |        |
|  | Real Mallorca       | 2            | 0            | 2            |  |                     |        |        |        |        |
|  | Albacete            | 0            | 1            | 1            |  |                     |        |        |        |        |

### Uitslagen
| Thuis \ Uit         | ALB | ALC | ALM | CAD | COR | DEP | ELC | EXT | GIM | GRA | LPA | LUG | MGA | MLL | NUM | OSA | OVI | MAJ | REU | SPO | TFE | ZAR |
| ------------------- | --- | --- | --- | --- | --- | --- | --- | --- | --- | --- | --- | --- | --- | --- | --- | --- | --- | --- | --- | --- | --- | --- |
| Albacete            |     | 2–1 | 1–1 | 1–1 | 3–0 | 1–1 | 1–1 | 1–0 | 2–0 | 0–1 | 4–2 | 1–0 | 1–2 | 2–0 | 0–0 | 2–2 | 0–0 | 1–0 | 1–0 | 1–1 | 2–2 | 2–2 |
| Alcorcón            | 0–1 |     | 0–0 | 1–2 | 2–1 | 1–0 | 1–0 | 0–1 | 0–1 | 1–0 | 2–0 | 0–0 | 1–4 | 1–0 | 1–1 | 0–0 | 2–0 | 2–0 | 0–1 | 1–1 | 1–1 | 2–0 |
| Almería             | 3–0 | 0–0 |     | 0–0 | 3–1 | 1–1 | 5–3 | 1–1 | 3–0 | 0–0 | 3–0 | 1–1 | 0–1 | 2–0 | 1–0 | 0–1 | 0–1 | 2–2 | 2–0 | 2–1 | 1–1 | 2–1 |
| Cádiz               | 1–0 | 0–2 | 1–0 |     | 1–1 | 3–0 | 5–1 | 0–1 | 1–1 | 0–0 | 4–1 | 1–1 | 1–1 | 1–1 | 2–1 | 0–0 | 1–1 | 1–0 | 2–0 | 0–0 | 2–0 | 3–3 |
| Córdoba             | 1–3 | 0–0 | 1–0 | 1–3 |     | 1–1 | 1–1 | 4–2 | 4–3 | 1–2 | 4–1 | 0–4 | 1–1 | 3–2 | 3–3 | 2–3 | 2–4 | 1–1 | 1–0 | 1–2 | 1–1 | 0–3 |
| Deportivo La Coruña | 2–0 | 2–2 | 0–0 | 1–1 | 2–0 |     | 4–0 | 1–2 | 1–1 | 2–1 | 0–1 | 0–0 | 1–1 | 1–0 | 2–2 | 2–0 | 4–0 | 0–2 | 2–0 | 1–0 | 0–0 | 3–1 |
| Elche               | 0–1 | 3–1 | 2–2 | 1–0 | 1–0 | 0–0 |     | 2–0 | 1–0 | 0–0 | 0–0 | 2–1 | 2–0 | 1–1 | 1–1 | 1–2 | 1–2 | 2–1 | 0–2 | 0–0 | 3–0 | 2–0 |
| Extremadura         | 1–2 | 3–0 | 1–0 | 2–1 | 3–0 | 0–1 | 2–2 |     | 0–1 | 1–3 | 1–2 | 0–0 | 1–0 | 0–0 | 0–1 | 2–3 | 0–2 | 1–1 | 1–0 | 0–3 | 1–0 | 0–3 |
| Gimnàstic           | 1–0 | 1–3 | 2–2 | 2–3 | 1–0 | 1–3 | 3–3 | 0–1 |     | 0–1 | 0–0 | 1–1 | 0–1 | 2–1 | 2–0 | 1–0 | 2–1 | 0–1 | 1–0 | 0–0 | 1–1 | 1–3 |
| Granada             | 1–1 | 2–1 | 1–0 | 1–1 | 4–2 | 0–1 | 2–1 | 0–0 | 2–0 |     | 1–1 | 1–1 | 1–0 | 1–0 | 0–0 | 2–0 | 1–0 | 3–0 | 1–0 | 1–2 | 2–1 | 1–0 |
| Las Palmas          | 1–1 | 0–0 | 0–0 | 0–3 | 1–0 | 1–1 | 0–1 | 1–1 | 4–0 | 2–2 |     | 4–1 | 1–0 | 1–2 | 3–0 | 4–1 | 0–0 | 3–2 | 2–0 | 1–0 | 1–1 | 1–1 |
| Lugo                | 0–3 | 0–1 | 4–2 | 1–2 | 2–1 | 1–0 | 2–2 | 1–1 | 1–0 | 1–2 | 4–2 |     | 1–2 | 1–1 | 3–2 | 2–2 | 0–2 | 3–2 | 1–0 | 0–0 | 0–0 | 1–2 |
| Málaga              | 2–1 | 1–0 | 1–1 | 1–0 | 3–0 | 0–0 | 3–0 | 1–2 | 2–0 | 0–1 | 0–0 | 2–1 |     | 0–1 | 2–0 | 1–2 | 3–0 | 1–0 | 0–3 | 1–1 | 1–0 | 3–1 |
| Mallorca            | 1–3 | 2–0 | 1–0 | 1–0 | 3–0 | 1–0 | 1–1 | 1–1 | 2–0 | 1–1 | 2–2 | 3–0 | 1–2 |     | 1–0 | 1–0 | 1–0 | 2–0 | 1–0 | 2–1 | 4–1 | 3–0 |
| Numancia            | 1–2 | 2–0 | 0–2 | 1–1 | 3–2 | 1–2 | 1–0 | 1–0 | 3–0 | 2–1 | 1–1 | 3–0 | 1–1 | 1–1 |     | 1–1 | 2–3 | 1–2 | 1–0 | 1–2 | 2–0 | 1–0 |
| Osasuna             | 2–0 | 2–1 | 3–1 | 2–1 | 3–1 | 2–1 | 1–1 | 1–0 | 1–0 | 1–0 | 2–0 | 1–0 | 2–1 | 2–0 | 0–0 |     | 1–0 | 3–0 | 1–0 | 1–0 | 2–0 | 1–0 |
| Oviedo              | 1–0 | 1–0 | 1–2 | 2–1 | 3–3 | 1–1 | 1–1 | 1–1 | 2–0 | 1–1 | 1–1 | 1–1 | 0–0 | 1–1 | 1–0 | 2–1 |     | 4–3 | 3–0 | 2–1 | 1–0 | 0–4 |
| Rayo Majadahonda    | 2–3 | 2–0 | 2–0 | 1–1 | 0–0 | 0–0 | 1–3 | 1–4 | 1–0 | 0–3 | 0–0 | 1–0 | 0–1 | 0–1 | 4–0 | 1–1 | 1–0 |     | 1–0 | 2–1 | 1–3 | 2–2 |
| Reus                | 1–2 | 0–1 | 0–1 | 0–1 | 1–1 | 0–1 | 0–1 | 1–4 | 1–1 | 1–2 | 0–1 | 0–0 | 0–1 | 0–2 | 1–1 | 0–1 | 0–1 | 2–1 |     | 0–1 | 0–1 | 0–0 |
| Sporting Gijón      | 0–2 | 2–0 | 1–0 | 1–0 | 0–0 | 1–2 | 1–1 | 2–0 | 2–0 | 1–0 | 1–0 | 0–0 | 2–2 | 1–0 | 1–1 | 0–2 | 1–0 | 2–3 | 1–1 |     | 2–1 | 1–2 |
| Tenerife            | 0–0 | 3–2 | 1–3 | 1–0 | 0–2 | 2–2 | 2–1 | 0–0 | 2–0 | 1–1 | 2–1 | 0–0 | 0–0 | 2–2 | 1–1 | 3–2 | 2–1 | 2–1 | 0–1 | 0–1 |     | 1–0 |
| Zaragoza            | 0–0 | 0–2 | 1–2 | 0–1 | 0–0 | 0–1 | 1–0 | 2–1 | 3–0 | 0–2 | 1–1 | 0–2 | 0–2 | 2–2 | 0–0 | 1–1 | 2–0 | 2–1 | 1–0 | 4–2 | 1–1 |     |

1. 1 2 3 4 5 6 7 8 9 10 11 12 13 14 15 16 17 18 19 20 21  Tegenstanders van Reus kregen elk een 1-0 w/o overwinning na de diskwalificatie van Reus

## Statistieken
Data afkomstig van fbref.com

### Wedstrijden
Grootste thuis overwinning: 

7 september 2018: Las Palmas - Gimnàstic 4−0

12 oktober 2018: Deportivo La Coruña - Elche 4−0

4 november 2018: Cádiz - Elche 5−1

10 november 2018: Deportivo La Coruña - Real Oviedo 4−0

24 maart 2019: Rayo Majadahonda - Numancia 4−0

Grootste uit overwinning: 

8 september 2018: Real Oviedo - Real Zaragoza 0−4

14 april 2019: Córdoba - Lugo 0−4

Meest doelpuntrijke wedstrijd:

12 mei 2019: Almeria - Elche 5−3

Langste reeks overwinningen:

7 wedstrijden Cádiz

Langste reeks ongeslagen:

13 wedstrijden Deportivo La Coruña

Langste reeks zonder overwinning:

10 wedstrijden Las Palmas

Langste reeks verloren:

4 wedstrijden Extremadura en Reus

Best bezochte wedstrijd:

26.748 toeschouwers, 24 maart 2019: Sporting Gijón - Real Oviedo 1−0

Slechtst bezochte wedstrijd:

1.607 toeschouwers, 19 april 2019: Alcorcón - Malaga 1−4

Eerste goal van het seizoen

17 augustus 2018: Alex Fernandez voor Cádiz tegen Almería

Laatste goal van het seizoen

9 juni 2019: Abdon Prats voor Tenerife tegen Real Zaragoza

### Spelers

#### Topscorers
- In onderstaand overzicht zijn alleen de spelers opgenomen met tien of meer treffers achter hun naam.
- Het aantal goals is uit de 42 competitiewedstrijden, niet uit de play-offs.

| №  | Naam                | Club                | Goals | Pen. | Duels | Gem. |
| -- | ------------------- | ------------------- | ----- | ---- | ----- | ---- |
| 1  | Álvaro Giménez      | Almería             | 20    | 6    | 39    | 0,51 |
| 2  | Quique              | Deportivo La Coruña | 16    | 4    | 36    | 0,44 |
| 3  | Enric Gallego       | Extremadura         | 15    | 2    | 19    | 0,79 |
| 4  | Rubén Castro        | Las Palmas          | 15    | 2    | 41    | 0,37 |
| 5  | Juan Muñoz          | Alcorcón            | 13    | 2    | 37    | 0,35 |
| 6  | Juan Villar         | Osasuna             | 12    | 0    | 29    | 0,41 |
| 7  | Federico Piovaccari | Córdoba             | 12    | 0    | 35    | 0,34 |
| 8  | Roberto Torres      | Osasuna             | 12    | 2    | 39    | 0,31 |
| 9  | Jérémie Bela        | Albacete            | 11    | 2    | 34    | 0,32 |
| 9  | Aitor Ruibal        | Rayo Majadahonda    | 11    | 0    | 34    | 0,32 |
| 11 | Roman Zozoelja      | Albacete            | 11    | 1    | 35    | 0,31 |
| 12 | Uros Durdevic       | Sporting Gijón      | 11    | 1    | 38    | 0,29 |
| 13 | Lago Junior         | Real Mallorca       | 11    | 2    | 40    | 0,28 |
| 14 | Alvaro Vazquez      | Real Zaragoza       | 10    | 0    | 32    | 0,31 |
| 15 | Cristian Herrera    | Lugo                | 10    | 3    | 34    | 0,29 |
| 16 | Joselu              | Real Oviedo         | 10    | 1    | 36    | 0,28 |
| 17 | Juan Carlos         | Almería             | 10    | 1    | 39    | 0,26 |
| 17 | Adrían González     | Málaga              | 10    | 1    | 38    | 0,26 |
| 17 | Antonio Puertas     | Granada             | 10    | 0    | 38    | 0,26 |

#### Hat-tricks
- De hat-tricks zijn gemaakt in de 42 competitie wedstrijden, niet in de play-offs.

| Speler           | Club                | Tegenstander     | Uitslag | Datum             |
| ---------------- | ------------------- | ---------------- | ------- | ----------------- |
| Enric Galledo    | Extremadura         | Rayo Majadahonda | 4–1 (U) | 22 september 2018 |
| Carlos Fernández | Deportivo La Coruña | Elche            | 4–0 (T) | 12 oktober 2018   |
| Enric Galledo    | Extremadura         | Reus             | 4–1 (U) | 17 november 2018  |
| Darwin Macís     | Cádiz               | Las Palmas       | 3–0 (U) | 14 april 2019     |
| Marc Gual        | Real Zaragoza       | Córdoba          | 3–0 (U) | 28 april 2019     |
| Álvaro Giménez   | Almería             | Elche            | 5–3 (T) | 12 mei 2019       |

1. ↑  Maakte 4 goals

#### Penalty's
- In onderstaand overzicht zijn alleen de spelers opgenomen met vier of meer gemaakte penalty's achter hun naam.
- Het aantal penalty's is uit de 42 competitiewedstrijden, niet uit de play-offs.

| # | Speler         | Club                | Gescoord met penalty | Gemiste strafschop |
| - | -------------- | ------------------- | -------------------- | ------------------ |
| 1 | Álvaro Giménez | Almería             | 6                    | 1                  |
| 2 | Xavi Torres    | Elche               | 5                    | 0                  |
| 3 | Esteban Burgos | Alcorcón            | 5                    | 1                  |
| 4 | Quique         | Deportivo La Coruña | 4                    | 0                  |
| 5 | Carlos Carmona | Sporting Gijón      | 4                    | 1                  |
| 5 | Alex Fernandez | Cadíz               | 4                    | 1                  |

#### Assists
- In onderstaand overzicht zijn alleen de spelers opgenomen met zeven of meer assists achter hun naam.
- Het aantal assists is uit de 42 competitiewedstrijden, niet uit de play-offs.

| №  | Naam                   | Club                | Assists | Duels | Gem. |
| -- | ---------------------- | ------------------- | ------- | ----- | ---- |
| 1  | Rubén García           | Osasuna             | 11      | 37    | 0,30 |
| 2  | Alvaro Vadillo         | Granada             | 11      | 40    | 0,28 |
| 3  | Álvaro Tejero          | Albacete            | 10      | 38    | 0,26 |
| 4  | Salva Sevilla          | Real Mallorca       | 9       | 37    | 0,24 |
| 5  | Alain Oyarzun          | Numancia            | 8       | 24    | 0,33 |
| 6  | Nestor Susaeta         | Albacete            | 8       | 35    | 0,23 |
| 7  | Gustavo Blanco Leschuk | Málaga              | 8       | 39    | 0,21 |
| 8  | Lago Junior            | Real Mallorca       | 8       | 40    | 0,20 |
| 9  | Federico Cartabia      | Deportivo La Coruña | 7       | 30    | 0,23 |
| 10 | Fede Vico              | Granada             | 7       | 39    | 0,18 |
| 10 | Fran Villalba          | Numancia            | 7       | 39    | 0,18 |

#### Gele en rode kaarten
- In onderstaand overzicht zijn alleen de spelers opgenomen met minimaal 12 gele kaarten achter hun naam.
- Het aantal gele en rode kaarten is uit de 42 competitiewedstrijden, niet uit de play-offs.
- 2 gele kaarten in 1 wedstrijd geldt als 1 rode kaart, niet als 2 gele

In totaal werden er 2196 gele kaarten uitgedeeld.
| №  | Naam               | Club                | Gele kaarten | Kreeg geel · Kreeg opnieuw geel · Weggestuurd | Duels |
| -- | ------------------ | ------------------- | ------------ | --------------------------------------------- | ----- |
| 1  | Manuel             | Elche               | 18           | 1                                             | 28    |
| 2  | Yan Brice Eteki    | Almería             | 17           | 0                                             | 31    |
| 3  | Gonzalo Verdú      | Elche               | 17           | 0                                             | 38    |
| 4  | Eddy Silvester     | Alcorcón            | 16           | 0                                             | 29    |
| 5  | Jorge Sáenz        | Tenerife            | 16           | 1                                             | 33    |
| 6  | Ángel Montoro      | Granada             | 16           | 0                                             | 35    |
| 7  | Héctor Verdés      | Rao Majadahonda     | 15           | 0                                             | 25    |
| 8  | Sergio Tejera      | Real Oviedo         | 15           | 0                                             | 34    |
| 9  | Álvaro Lemos       | Las Palmas          | 15           | 0                                             | 38    |
| 10 | Esteban Burgus     | Alcorcón            | 14           | 0                                             | 32    |
| 11 | Alfred N'Diaye     | Málaga              | 14           | 1                                             | 34    |
| 12 | Christian          | Real Oviedo         | 14           | 1                                             | 36    |
| 13 | Luis Gustavo Ledes | Numancia / Reus     | 14           | 0                                             | 36    |
| 14 | Isaac Carcelen     | Rayo Majadahonda    | 14           | 0                                             | 39    |
| 15 | David Timor        | Las Palmas          | 13           | 1                                             | 35    |
| 16 | Domingos Duarte    | Deportivo La Coruña | 13           | 0                                             | 39    |
| 17 | Francisco Molinero | Sporting Gijón      | 12           | 0                                             | 27    |
| 18 | Carlos Pita        | Lugo                | 12           | 0                                             | 29    |
| 19 | Cristian Salvador  | Sporting Gijón      | 12           | 0                                             | 30    |
| 20 | Marc Pedraza       | Real Mallorca       | 12           | 0                                             | 34    |
| 21 | Antonio Raillo     | Real Mallorca       | 12           | 0                                             | 35    |
| 22 | Suso Santana       | Tenerife            | 12           | 0                                             | 36    |
| 23 | Oier Sanjurjo      | Osasuna             | 12           | 0                                             | 37    |

Er werden in het seizoen 2018-19 115 rode kaarten uitgedeeld. Deportivo La Coruña ontvingen de meeste kaarten, in totaal 9. In de tabel hieronder staan de spelers met meer dan 1 rode kaart. Deze rode kaart kan zowel in 1x rood zijn geweest of 2x geel.
| №  | Naam                   | Club                 | Rode kaarten | Kreeg geel · Kreeg opnieuw geel · Weggestuurd | Duels |
| -- | ---------------------- | -------------------- | ------------ | --------------------------------------------- | ----- |
| 1  | Roman Zozoelja         | Albacete             | 2            | 1                                             | 35    |
| 2  | Carlos Bellvís         | Alcorcón             | 1            | 2                                             | 30    |
| 3  | Keidi Bare             | Málaga               | 1            | 1                                             | 16    |
| 4  | Unai Medina            | Numancia             | 1            | 1                                             | 26    |
| 5  | Fali                   | Gimnàstic / Cádiz    | 1            | 1                                             | 32    |
| 6  | Juan Cruz Armada       | Elche                | 1            | 1                                             | 34    |
| 6  | Alberto Escassi        | Numancia             | 1            | 1                                             | 34    |
| 6  | Alfred N'Diaye         | Málaga               | 1            | 1                                             | 34    |
| 9  | Fede San Emeterio      | Granada              | 1            | 1                                             | 36    |
| 10 | Michael Krohn-Dehli    | Deportivo La Coruña  | 0            | 2                                             | 14    |
| 11 | Aythami Artiles        | Córdoba / Las Palmas | 0            | 2                                             | 25    |
| 12 | Óscar Valentín         | Rayo Majadahonda     | 0            | 2                                             | 35    |
| 13 | Gustavo Blanco Leschuk | Málaga               | 0            | 2                                             | 39    |

### Clubs
| Team                | Goal | Assist | Gele kaarten | Kreeg geel · Kreeg opnieuw geel · Weggestuurd | Rode kaarten | De nul gehouden | Voor | Voor | Tegen | Tegen | e.d. |
| ------------------- | ---- | ------ | ------------ | --------------------------------------------- | ------------ | --------------- | ---- | ---- | ----- | ----- | ---- |
| Albacete            | 49   | 36     | 96           | 5                                             | 3            | 14              | 9    | 0    | 9     | 0     | 0    |
| Alcorcón            | 35   | 24     | 105          | 5                                             | 1            | 17              | 7    | 3    | 5     | 0     | 0    |
| Almería             | 48   | 23     | 82           | 5                                             | 3            | 13              | 7    | 2    | 6     | 2     | 0    |
| Cádiz               | 49   | 35     | 96           | 1                                             | 3            | 12              | 5    | 1    | 3     | 0     | 0    |
| Córdoba             | 47   | 31     | 106          | 5                                             | 1            | 6               | 2    | 3    | 4     | 0     | 3    |
| Deportivo La Coruña | 49   | 35     | 80           | 4                                             | 5            | 17              | 5    | 1    | 3     | 0     | 0    |
| Elche               | 47   | 33     | 129          | 4                                             | 1            | 12              | 9    | 1    | 6     | 2     | 1    |
| Extremadura         | 42   | 24     | 106          | 4                                             | 0            | 12              | 5    | 2    | 5     | 1     | 3    |
| Gimnàstic           | 28   | 18     | 104          | 6                                             | 2            | 8               | 2    | 1    | 2     | 1     | 4    |
| Granada             | 49   | 33     | 100          | 1                                             | 3            | 18              | 3    | 1    | 5     | 0     | 0    |
| Las Palmas          | 47   | 31     | 117          | 5                                             | 1            | 14              | 2    | 0    | 5     | 3     | 3    |
| Lugo                | 42   | 26     | 111          | 4                                             | 1            | 12              | 5    | 0    | 2     | 3     | 1    |
| Málaga              | 50   | 33     | 109          | 5                                             | 3            | 17              | 1    | 1    | 5     | 0     | 0    |
| Numancia            | 41   | 29     | 92           | 5                                             | 2            | 12              | 5    | 4    | 4     | 1     | 0    |
| Osasuna             | 57   | 37     | 83           | 4                                             | 1            | 18              | 4    | 1    | 3     | 1     | 2    |
| Rayo Majadahonda    | 44   | 32     | 103          | 3                                             | 0            | 11              | 5    | 2    | 4     | 1     | 3    |
| Real Mallorca       | 51   | 37     | 89           | 3                                             | 3            | 16              | 4    | 1    | 4     | 5     | 1    |
| Real Oviedo         | 46   | 27     | 108          | 3                                             | 0            | 12              | 2    | 2    | 4     | 2     | 1    |
| Real Zaragoza       | 46   | 32     | 93           | 3                                             | 1            | 10              | 3    | 1    | 5     | 2     | 2    |
| Reus                | 16   | 11     | 41           | 0                                             | 0            | 6               | 2    | 0    | 2     | 3     | 2    |
| Sporting Gijón      | 39   | 20     | 115          | 2                                             | 1            | 17              | 5    | 4    | 2     | 3     | 0    |
| Tenerife            | 37   | 26     | 131          | 3                                             | 0            | 9               | 3    | 0    | 7     | 1     | 0    |

## Bezoekersaantallen
| Team                | Stadion                   | Capaciteit | Gemiddeld | Minimum | Tegenstander        | Maximum | Tegenstander        | Percentage vol |
| ------------------- | ------------------------- | ---------- | --------- | ------- | ------------------- | ------- | ------------------- | -------------- |
| Albacete            | Carlos Belmonte           | 17.524     | 9.677     | 5.934   | Deportivo La Coruña | 15.014  | Granada             | 55%            |
| Alcorcón            | Santo Domingo             | 5.100      | 2.901     | 1.607   | Málaga              | 3.902   | Albacete            | 57%            |
| Almería             | Juegos Mediterráneos      | 15.000     | 7.049     | 4.286   | Alcorcón            | 13.273  | Granada             | 47%            |
| Cádiz               | Ramón de Carranza         | 25.033     | 13.221    | 10.401  | Zaragoza            | 15.882  | Osasuna             | 53%            |
| Córdoba             | Nuevo Arcángel            | 20.989     | 10.243    | 2.313   | Osasuna             | 14.242  | Granada             | 49%            |
| Deportivo La Coruña | Riazor                    | 32.660     | 16.660    | 13.480  | Real Mallorca       | 22.127  | Córdoba             | 49%            |
| Elche               | Manuel Martínez Valero    | 33.732     | 9.575     | 5.914   | Deportivo La Coruña | 12.867  | Albacete            | 28%            |
| Extremadura         | Francisco de la Hera      | 11.580     | 10.086    | 7.707   | Málaga              | 11.580  | Lugo                | 87%            |
| Gimnàstic           | Nou Estadi                | 14.591     | 4.628     | 1.669   | Elche               | 8.625   | Granada             | 32%            |
| Granada             | Nuevo Los Cármenes        | 19.336     | 11.699    | 8.306   | Elche               | 18.262  | Cádiz               | 61%            |
| Las Palmas          | Gran Canaria              | 32.400     | 12.220    | 7.288   | Almería             | 21.350  | Málaga              | 38%            |
| Lugo                | Anxo Carro                | 7.840      | 3.738     | 2.639   | Córdoba             | 6.093   | Deportivo La Coruña | 48%            |
| Málaga              | La Rosaleda               | 30.044     | 17.966    | 12.758  | Lugo                | 23.621  | Real Mallorca       | 60%            |
| Real Mallorca       | Son Moix                  | 23.142     | 8.318     | 5.835   | Las Palmas          | 13.839  | Granada             | 36%            |
| Numancia            | Los Pajaritos             | 8.727      | 3.434     | 2.561   | Las Palmas          | 6.024   | Osasuna             | 39%            |
| Osasuna             | El Sadar                  | 18.761     | 14.794    | 12.765  | Almería             | 16.819  | Albacete            | 79%            |
| Oviedo              | Carlos Tartiere           | 30.500     | 14.794    | 5.683   | Rayo Majadahonda    | 23.175  | Sporting Gijón      | 44%            |
| Rayo Majadahonda    | Cerro del Espino          | 3.376      | 3.356     | 1.764   | Elche               | 7.217   | Oviedo              | 99%            |
| Reus                | Municipal                 | 4.300      | 3.234     | 2.230   | Albacete            | 6.397   | Zaragoza            | 75%            |
| Sporting Gijón      | El Molinón                | 29.029     | 18.508    | 8.602   | Cádiz               | 26.748  | Oviedo              | 64%            |
| Tenerife            | Heliodoro Rodríguez López | 22.824     | 11.187    | 8.952   | Granada             | 18.717  | Las Palmas          | 49%            |
| Zaragoza            | La Romareda               | 34.596     | 20.582    | 14.809  | Gimnàstic           | 25.977  | Albacete            | 59%            |

1. ↑  Rayo Majadahonda speelde in Wanda Metropolitano, in Madrid, tijdens de eerste verbouwing van hun stadion.

## Prijzen

### Speler van de maand
| Maand     | Speler van de maand | Speler van de maand | Referentie |
| Maand     | Speler              | Club                | Referentie |
| --------- | ------------------- | ------------------- | ---------- |
| September | Munir               | Málaga              | [ 92 ]     |
| Oktober   | Carlos Fernández    | Deportivo La Coruña | [ 93 ]     |
| November  | Enric Gallego       | Extremadura         | [ 94 ]     |
| December  | Eugeni              | Albacete            | [ 95 ]     |
| Januari   | Roberto Torres      | Osasuna             | [ 96 ]     |
| Februari  | Darwin Machís       | Cádiz               | [ 97 ]     |
| Maart     | Luis Milla          | Tenerife            | [ 98 ]     |
| April     | Salva Sevilla       | Real Mallorca       | [ 99 ]     |

1929 · 1929/30 · 1930/31 · 1931/32 · 1932/33 · 1933/34 · 1934/35 · 1935/36 · 1936/37 · 1937/38 · 1938/39 · 1939/40 · 1940/41 · 1941/42 · 1942/43 · 1943/44 · 1944/45 · 1945/46 · 1946/47 · 1947/48 · 1948/49 · 1949/50 · 1950/51 · 1951/52 · 1952/53 · 1953/54 · 1954/55 · 1955/56 · 1956/57 · 1957/58 · 1958/59 · 1959/60 · 1960/61 · 1961/62 · 1962/63 · 1963/64 · 1964/65 · 1965/66 · 1966/67 · 1967/68 · 1968/69 · 1969/70 · 1970/71 · 1971/72 · 1972/73 · 1973/74 · 1974/75 · 1975/76 · 1976/77 · 1977/78 · 1978/79 · 1979/80 · 1980/81 · 1981/82 · 1982/83 · 1983/84 · 1984/85 · 1985/86 · 1986/87 · 1987/88 · 1988/89 · 1989/90 · 1990/91 · 1991/92 · 1992/93 · 1993/94 · 1994/95 · 1995/96 · 1996/97 · 1997/98 · 1998/99 · 1999/00 · 2000/01 · 2001/02 · 2002/03 · 2003/04 · 2004/05 · 2005/06 · 2006/07 · 2007/08 · 2008/09 · 2009/10 · 2010/11 · 2011/12 · 2012/13 · 2013/14 · 2014/15 · 2015/16 · 2016/17 · 2017/18 · 2018/19 · 2019/20 · 2020/21 · 2021/22 · 2022/23 · 2023/24 · 2024/25